# Marcovia
Marcovia è un comune dell'Honduras facente parte del dipartimento di Choluteca. Il comune è stato istituito nel 1882.